# Informetrie
Informetria este știința utilizării metodelor matematice pentru a studia starea informațiilor, pentru a determina și analiza din punct de vedere cantitativ fenomenele acesteia, pentru a căuta drepturile sale. Este folosită pentru măsurări în IT. Metode matematice în știința informației includ algebra elementară, algebra superioară, analiza matematică, teoria probabilităților, logica, teoria mulțimilor și a relațiilor, statistici descriptive, metode de formalizare grafică.